# Dale Shaw
Pour les articles homonymes, voir Shaw.
Pas d'image ? Cliquez ici
Dale Shaw est un pilote automobile de stock-car et constructeur de voitures de course né le 9 avril 1964 à Center Conway, New Hampshire aux États-Unis. 
Figure populaire de l'univers du stock-car dans le nord-est des États-Unis et l'est du Canada, Dale Shaw a fait sa marque dans plusieurs séries depuis le début des années 1980, étant notamment couronné champion de la série NASCAR K&N Pro Series East, alors connue sous le nom NASCAR Busch North Series, en 1994. En 269 départs dans cette série de 1987 à 2005, il a cumulé 19 victoires, 88 top 5 et 137 top 10.
Il a aussi remporté deux victoires en série PASS North en 23 départs entre 2001 et 2007, dont la course inaugurale de la série le 20 mai 2001 à Lee USA Speedway. Il compte aussi une victoire dans la série ACT Pro Stock Tour et une autre dans la série ACT Tour.
Son fils D.J. est une vedette montante du stock-car dans le nord-est des États-Unis.